# Schwester, Schwester – Hier liegen Sie richtig!
Schwester, Schwester – Hier liegen Sie richtig! ist eine deutsche Comedyserie, deren Erstveröffentlichung im November 2019 und Dezember 2020 auf dem Streamingportal TVNOW erfolgte. Eine Ausstrahlung im freien Fernsehempfang erfolgte von 2020 bis 2021 auf RTL.
Im April 2021 gab RTL die Einstellung der Fernsehserie nach zwei Staffeln bekannt.

## Inhalt
Krankenschwester Michaela „Micki“ Busch bekommt eine Stelle als Stationsleiterin in einem renommierten Krankenhaus, die sie mit Konkurrentin Charlotte „Charly“ Laurin teilen muss. Auch privat hat Micki Probleme: Sie verliert ihre Wohnung und trennt sich von ihrem Freund, der das Geld für die Miete lieber für eine VR-Brille ausgegeben und alle Mahnungen vor Micki versteckt hat. Daraufhin muss sie ins Schwesternheim ziehen. Trotz anfänglicher Schwierigkeiten werden die Krankenschwestern zu einem eingespielten Team und zu Freundinnen.

## Besetzung
| Schauspieler         | Rollenname                | Jahre     | Bemerkungen |
| -------------------- | ------------------------- | --------- | --- |
| Caroline Frier       | Michaela „Micki“ Busch    | 2019–2020 | Krankenschwester, Stationsleiterin, Kollegin von Charly, Doro und Trudi, Mitbewohnerin von Charly im Schwesternheim |
| Christian Tramitz    | Dr. Friedrich Tümmler     | 2019–2020 | Klinikchef, Mann von Marianne Tümmler                                                                               |
| Judith Richter       | Prof. Marianne Tümmler    | 2019–2020 | Ärztin, Frau von Friedrich Tümmler                                                                                  |
| Anna Julia Antonucci | Charlotte „Charly“ Laurin | 2019–2020 | Krankenschwester, Stationsleiterin, Kollegin von Micki, Doro und Trudi, Mitbewohnerin von Micki im Schwesternheim   |
| Jasin Challah        | Dr. Anastasios Kyrgios    | 2019–2020 | Arzt auf Mickis Station                                                                                             |
| Gisa Flake           | Krankenschwester Doro     | 2019–2020 | Krankenschwester, Kollegin von Micki, Charly und Trudi                                                              |
| Mareile Blendl       | Krankenschwester Trudi    | 2019–2020 | Krankenschwester, Kollegin von Micki, Charly und Doro                                                               |
| Tom Beck             | Dr. Paul Ash              | 2020      | Chirurg, Patient im Krankenhaus                                                                                     |
| Arnel Taci           | Pathologe Mario           | 2019      | Pathologe |
| Barbara Prakopenka   | Kessi Ventroni            | 2019–2020 | |

## Episodenliste

### Staffel 1
Die erste Staffel wurde am 1. November 2019 auf TVNOW veröffentlicht und ab dem 2. Januar 2020 auf RTL ausgestrahlt.
| Nr. (ges.) | Nr. (St.) | Originaltitel              | Erstveröffentlichung | Regie        | Drehbuch                                                  |
| ---------- | --------- | -------------------------- | -------------------- | ------------ | --------------------------------------------------------- |
| 1          | 1         | Doppelspitze               | 1. Nov. 2019         | Ulli Baumann | Annika Cizek, Abraham Katz, Myriam Utz, Johannes Oschwald |
| 2          | 2         | Die Pille danach danach    | 1. Nov. 2019         | Ulli Baumann | Abraham Katz                                              |
| 3          | 3         | Ein Dreier mit Tümmler     | 1. Nov. 2019         | Ulli Baumann | Oskar Sulowski                                            |
| 4          | 4         | Hakuna Matata              | 1. Nov. 2019         | Ulli Baumann | Dominik Moser                                             |
| 5          | 5         | Win-Win für Papi           | 1. Nov. 2019         | Ulli Baumann | Annika Cizek, Myriam Utz, Florian Vey                     |
| 6          | 6         | Kein After-Sex-Bing        | 1. Nov. 2019         | Ulli Baumann | Myriam Utz, Thomas Rogel                                  |
| 7          | 7         | Praxis Doktor Schlauchboot | 1. Nov. 2019         | Ulli Baumann | Florian Vey, Thomas Rogel                                 |
| 8          | 8         | Bye Bye Bein               | 1. Nov. 2019         | Ulli Baumann | Andreas Wrosch, Dominik Moser, Johannes Oschwald          |
| 9          | 9         | Tiki, Micki-Party          | 1. Nov. 2019         | Ulli Baumann | Dominik Moser, Lydia Schamschula                          |
| 10         | 10        | Osterweiterung             | 1. Nov. 2019         | Ulli Baumann | Dominik Moser                                             |

### Staffel 2
Die zweite Staffel wurde am 31. Dezember 2020 auf RTL+ veröffentlicht und ab dem 9. Januar 2021 auf RTL ausgestrahlt.
| Nr. (ges.) | Nr. (St.) | Originaltitel             | Erstveröffentlichung | Regie        | Drehbuch                                                     |
| ---------- | --------- | ------------------------- | -------------------- | ------------ | ------------------------------------------------------------ |
| 11         | 1         | Ash-loch                  | 31. Dez. 2020        | Ulli Baumann | Myriam Utz, Lydia Schamschula, Tommy Wosch                   |
| 12         | 2         | Schwestern ohne Grenzen   | 31. Dez. 2020        | Ulli Baumann | Myriam Utz, Lydia Schamschula, Tommy Wosch, Svenja Ingwersen |
| 13         | 3         | Bicki Musch               | 31. Dez. 2020        | Ulli Baumann | Myriam Utz, Lydia Schamschula, Tommy Wosch, Annika Cizek     |
| 14         | 4         | Kater meets Dogge         | 31. Dez. 2020        | Ulli Baumann | Lydia Schamschula                                            |
| 15         | 5         | Schnauze, Pimmel!         | 31. Dez. 2020        | Ulli Baumann | Jan Krebs                                                    |
| 16         | 6         | Find’s raus, du dumme Sau | 31. Dez. 2020        | Ulli Baumann | Lydia Schamschula, Tommy Wosch                               |
| 17         | 7         | Der letzte Wunsch         | 31. Dez. 2020        | Ulli Baumann | Annika Cizek, Tommy Wosch                                    |
| 18         | 8         | Bumser-Toni               | 31. Dez. 2020        | Ulli Baumann | Dominik Moser, Tommy Wosch                                   |
| 19         | 9         | Der Kratzer               | 31. Dez. 2020        | Ulli Baumann | Dominik Moser, Tommy Wosch                                   |
| 20         | 10        | Scheiß aufs Schicksal     | 31. Dez. 2020        | Ulli Baumann | Tommy Wosch, Svenja Ingwersen                                |

## Produktion und Hintergrund
Die Dreharbeiten für die erste Staffel fanden von Ende Mai bis zum 18. Juli 2019 statt. Die Folgen der ersten Staffel hatten durchschnittlich 1,58 Millionen Zuschauer und wiesen einen durchschnittlichen Marktanteil bei 14- bis 49-Jährigen von elf Prozent auf.
Die zweite Staffel wurde von August bis Oktober 2020 gedreht. Die durchschnittlichen Zuschauerzahlen der zweiten Staffel beliefen sich auf 1,56 Millionen Zuschauer. Der durchschnittliche Marktanteil sank auf 9,2 Prozent.
Drehorte waren Berlin und Umgebung.

## Rezeption
RTL schreibt über die eigene Serie, dass diese aufgrund der lebensnahen Themen jede Altersgruppe ansprechen dürfte. Herausgestellt wird, „dass es sowohl weiblichen als auch männlichen Zuschauern leicht gemacht wird, sich mit den einzelnen Charakteren zu identifizieren“.
Alexander Krei von DWDL.de lobt die schauspielerischen Leistungen und die hohe „Gag-Dichte“ und zählte die Serie zu den „vielversprechenderen Sitcom-Neustarts der letzten Zeit“.
Sarah Kohlberger von Prisma beschreibt die Serie als „lockere Unterhaltung mit viel Wortwitz, die genau richtig ist für einen entspannten Feierabend“.
Eine Kritikerin von Quotenmeter.de, Sidney Schering, kritisiert unlogische Handlungen und überdehnte Gags in den Folgen: „«Schwester, Schwester» besteht hauptsächlich aus überdehnten, oft dagewesenen Quasi-Sketchen [...] sowie aus verbalen Kalauern“. Loben tut sie die schauspielerische Leistung von Caroline Frier, Christian Tramitz und Anna Julia Antonucci: „Vor allem Caroline Frier und Christian Tramitz veredeln mit ihren Performances wiederholt Dialoge, die eigentlich nur für ein sehr müdes Schmunzeln reichen dürften, aus ihren Mündern aber sehr wohl lustig sind. Und Anna Julia Antonucci [...] findet wiederholt einen frischen Dreh für den altbackenen Stoff“.
Gregor Löcher von Fernsehserien.de fasst nach der Sichtung der ersten beiden Folgen die Serie wie folgt zusammen: „eindimensionale, in einem Satz zusammenfassbare Charaktere, die keine Figurenentwicklung durchmachen müssen, sondern immer dann so sind, wie sie laut Drehbuch sein müssen, wenn der nächste Oneliner fällig ist; mindestens ein Charakter, dessen gebrochenes Deutsch fortwährend als ulkiges Stilmittel verwendet wird [...]; eine Inszenierung, die keine Pausen und Variationen der Erzählgeschwindigkeit zulässt, sondern stattdessen Schlag auf Schlag einen Gag nach dem anderen raushaut“.